# Mazowiecka Szkoła Podchorążych Rezerwy Artylerii
Mazowiecka Szkoła Podchorążych Rezerwy Artylerii im. gen. Józefa Bema – szkoła podchorążych rezerwy artylerii Wojska Polskiego II RP.

## Historia szkoły
Szkoła została utworzona na mocy rozkazu wydanego w lipcu 1937 r. przez ministra spraw wojskowych gen. Tadeusza Kasprzyckiego. Powstała w oparciu o kadrę Wołyńskiej Szkoły Podchorążych Rezerwy Artylerii im. Marcina Kątskiego. Do Zambrowa z Włodzimierza Wołyńskiego przybyło 32 oficerów i 55 podoficerów zawodowych (pierwsi 2 sierpnia 1937). 
23 listopada 1937 szkoła otrzymała nazwę: MSPRA im. Józefa Bema. 
Szkoła był jednostką mobilizującą. Zgodnie z planem mobilizacyjnym „W” komendant szkoły był odpowiedzialny za przygotowanie i przeprowadzenie mobilizacji:
- 18 dywizjonu artylerii ciężkiej (w oparciu o pokojowy 18 dac),
- plutonu taborowego nr 18,
- I dywizjonu 61 pułku artylerii lekkiej,
- dowództwa 61 pal,
- samodzielnego patrolu meteo nr 61[2].

18 dywizjon artylerii ciężkiej był mobilizowany w alarmie, w grupie jednostek oznaczonych kolorem niebieskim, a dowództwo 61 pal z patrolem meteorologicznym w I rzucie mobilizacji powszechnej. Dowództwo I/61 pal z kolumną amunicyjną (bez dwóch plutonów) mobilizowało się w I rzucie mobilizacji powszechnej natomiast 1. i 2. bateria armat z dwoma plutonami kolumny amunicyjnej w alarmie, w grupie jednostek oznaczonych kolorem niebieskim.
Po ogłoszeniu mobilizacji w sierpniu 1939 kadra MSPRA została skierowana do Włodzimierza Wołyńskiego. Wraz z kadrą WSPRA dostała się  ręce wojsk sowieckich. 16 oficerów z MSPRA zostało zmordowanych w Katyniu i Charkowie.    

## Organizacja i obsada personalna szkoły
Pokojowa obsada personalna szkoły w marcu 1939:
- komendant – ppłk art. Jan Chylewski †1940 Charków[6]
- zastępca komendanta – mjr art. Wincenty Pałczyński †1940 Katyń[7]
- adiutant – kpt. adm. (art.) mgr Edward Michał Zbiegień
- instruktor łączności i zwiadu – por. art. Kazimierz Stanisław Malinowski
- lekarz – por. lek. Wacław Miks †1940 Charków[8]
- lekarz weterynarii – kpt. lek. wet. dr Jarosław Maksymowicz †1940 Katyń[9]
- zastępca komendanta ds. gospodarczych – mjr art. Jan Franciszek Sobolewski
- oficer mobilizacyjny – kpt. art. Edward Witliński †1940 Katyń[10]
- oficer administracyjno-materiałowy – kpt. art. Mieczysław Maria Felicjan Wronka †1940 Katyń[11]
- oficer żywnościowy – kpt. adm. (art.) Grygosiński Wacław
- oficer gospodarczy – kpt. int. Lipiński Leonard Antoni
- dowódca 1 baterii szkolnej – kpt. art. Stefan Plosso vel Płosa[b]
- instruktor baterii – kpt. art. Stanisław Fihel
- instruktor baterii – kpt. art. Wacław Kużas †1940 Charków[15]
- instruktor baterii – por. art. Zygmunt Borysewicz †1940 Charków[16]
- instruktor baterii – vacat
- dowódca 2 baterii szkolnej – kpt. art. Edward Józef Dudek
- instruktor baterii – kpt. art. Marceli Marian Staszek †1940 Charków[17]
- instruktor baterii – por. art. Jerzy Jankowski †1940 Katyń[18]
- instruktor baterii – por. art. Władysław Krupowieź
- instruktor baterii – vacat
- dowódca 3 baterii szkolnej – kpt. art. Tymoteusz Bolesta †1940 Katyń[19]
- instruktor baterii – kpt. art. Władysław Leonidas Zalewski
- instruktor baterii – por. art. Stefan Bogusławski
- instruktor baterii – por. art. Franciszek Cemirski
- instruktor baterii – por. art. Jan Medyński †1940 Katyń[20]
- dowódca 4 baterii szkolnej – kpt. art. Stanisław Hołub
- instruktor baterii – kpt. art. Tadeusz Leon Świderski †1940 Katyń[21]
- instruktor baterii – por. art. Mieczysław Roman Bochenek
- instruktor baterii – por. art. Wincenty Wołk †1940 Katyń[22]
- instruktor baterii – vacat
- dowódca baterii ćwiczebnej – kpt. art. Leon Meleszkiewicz †1940 Katyń[23]
- instruktor jazdy konnej – kpt. art. Władysław Zakrzewski
- instruktor jazdy konnej – por. art. Wacław Stanisław Czermiński
- instruktor jazdy konnej – por. art. Jan Kazimierz Wieczorek †1940 Katyń[24]
- instruktor jazdy konnej – por. art. Antoni Zdzisław Wiśniewski †1940 Katyń[25]

## Podchorążowie
- Stanisław Borodzicz
- Stanisław Karol Dangel